# Kabayaki
Le kabayaki (蒲焼) est un plat typique japonais. Ce sont des anguilles mises en brochette et grillées au feu de bois, arrosées d'une sauce, kabayaki no tare (蒲焼きのタレ), composée de bouillon d'anguille, préparé traditionnellement avec les parures de l'anguille (tête et arêtes), de saké, de sauce de soja et de sucre,,.